# بنكسية كوكبية
بنكسية كوكبية (الاسم العلمي: Banksia verticillata) هي نوع نباتي يتبع جنس البنكسية من فصيلة البروطية.